# Gate (Washington)
Gate az Amerikai Egyesült Államok északnyugati részén, Washington állam Thurston megyéjében elhelyezkedő önkormányzat nélküli település.
Az 1881-ben alapított település nagy része az 1900-as évek elején leégett.
A Northern Pacific Railway vasúti elágazást épített ki; a Gate elnevezés a „gateway to the coast” („a part kapuja”) rövidülése. Az egykori vasútvonal egy része ma túraösvény.
A gate-i iskola szerepel a történelmi helyek jegyzékében.

## Fordítás
- Ez a szócikk részben vagy egészben  a   Gate, Washington című angol Wikipédia-szócikk ezen változatának fordításán alapul.  Az eredeti cikk szerkesztőit annak laptörténete sorolja fel. Ez a jelzés csupán a megfogalmazás eredetét és a szerzői jogokat jelzi, nem szolgál a cikkben szereplő információk forrásmegjelöléseként.